# Adephagus
Adephagus is een geslacht van rechtvleugeligen uit de familie Pamphagidae. De wetenschappelijke naam van dit geslacht is voor het eerst geldig gepubliceerd in 1887 door Saussure.

## Soorten
Het geslacht Adephagus  is monotypisch en omvat slechts de volgende soort:
- Adephagus cristatus (Burmeister, 1838)